# Sammy Stevens
Samuel Stevens, plus connu sous le nom de Sammy Stevens (né le 18 novembre 1890 à Netherton dans les Midlands de l'Ouest et mort à une date inconnue), est un joueur de football anglais qui évoluait au poste d'attaquant.

## Palmarès
Hull City
- Championnat d'Angleterre D2 :
  - Meilleur buteur : 1913-14 (28 buts).